# Mastopoma robinsonii
Mastopoma robinsonii är en bladmossart som beskrevs av Edwin Bunting Bartram 1939. Mastopoma robinsonii ingår i släktet Mastopoma och familjen Sematophyllaceae. Inga underarter finns listade i Catalogue of Life.